# آرگلاتو
آرگلاتو (به ایتالیایی: Argelato) یک کومونه در ایتالیا است که در استان بولونیا واقع شده‌است.

## خصوصیات
آرگلاتو ۳۵ کیلومترمربع مساحت و ۹٬۴۶۳ نفر جمعیت دارد و ۲۵ متر بالاتر از سطح دریا واقع شده‌است.